# Jim Jarmusch
Jim Jarmusch (n. 22 ianuarie, 1953; Akron, Ohio) este un regizor independent american (actor și scenarist), nominalizat sau premiat de multiple ori pentru filmele realizate de el.

## Filmografie

### Regizor
- 1980 Permanent Vacation
- 1984 Mai ciudat decât paradisul (Stranger Than Paradise) – și scenarist
- 1986 Buclucuri cu legea (Down by Law) – și scenarist
  - 1986 Coffee and Cigarettes – film scurt
  - 1989 Coffee and Cigarettes: Memphis Version – film scurt
  - 1993 Coffee and Cigarettes: Somewhere in California – film scurt
- 1989 Mystery Train – și scenarist
- 1991 Noapte pe Pământ (Night on Earth)
- 1995 Călătorie spre eternitate (Dead Man) – și scenarist
- 1997 Anul calului (Year of the Horse) – documentar
- 1999 Clea samuraiului (Ghost Dog: The Way of the Samurai)
- 2002 Ten Minutes Older: The Trumpet (segment "Int. Trailer Night") – film scurt / și scenarist
- 2003 Cafea și țigări (Coffee and Cigarettes)
- 2005 Broken Flowers – și scenariu
- 2009 The Limits of Control – și scenarist
- 2013 Only Lovers Left Alive – și scenarist
- 2016 Paterson – și scenarist
- 2016 Gimme Danger – și scenarist
- 2019 The Dead Don’t Die – și scenarist

### Roluri
- Sling Blade (1996), Frostee Cream guy
- Cannes Man (1996), Cameo
- Blue in the Face (1995), Bob
- Iron Horseman (1995), Silver Rider
- In the Soup (1992), Monty
- The Golden Boat (1990), Stranger
- Leningrad Cowboys Go America (1989), New York Car Dealer
- Candy Mountain (1988)
- Helsinki Napoli All Night Long (1987), Barkeeper #2
- Straight to Hell (1987), Amos Dade
- American Autobahn (1984), Movie Producer
- Underground U.S.A. (1980) - Sound recordist

### Apariții Cameo
- Magacine 2005 (2005) TV
- Punk: Attitude (2005) TV
- Excavating Taylor Mead (2005)
- Cinema Mil (2005) TV
- Z Channel: A Magnificent Obsession (2004) TV
- Rockets Redglare! (2003)
- Hollywood High (2003) TV
- Chaplin Today: A King in New York (2003) TV
- Focus on Jim Jarmusch (2002) TV
- ¿Quién es Alejandro Chomski? (2002)
- V.I.P. (2001) TV
- Screamin' Jay Hawkins: I Put a Spell on Me (2001)
- SpongeBob SquarePants (2000) TV
- Lee Marvin: A Personal Portrait by John Boorman (1998) TV
- Space Ghost Coast to Coast (1998) TV
- Divine Trash (1998)
- Pop Odyssee 2 - House of the Rising Punk (1998) TV
- Year of the Horse (1997)
- We're Outta Here! aka The Ramones (1997) Video
- R.I.P., Rest in Pieces (1997)
- The Typewriter, the Rifle & the Movie Camera (1996)
- American Cinema (1995) TV
- Tigrero: A Film That Was Never Made (1994)
- Fishing with John (1991) TV
- Fräulein Berlin (1983)